# AS.34 Kormoran
AS.34 Kormoran – niemiecki kierowany przeciwokrętowy pocisk rakietowy powietrze-woda.

## Historia
Pocisk Kormoran został opracowany przez niemiecki koncern Messerschmitt-Bölkow-Blohm (MBB, obecnie część EADS) we współpracy z francuskim Nord Aviation (późniejszym Aérospatiale), prace nad nim rozpoczęto w 1964. Powodem rozpoczęcia prac było to, że brane pod uwagę przez niemieckie lotnictwo pociski: amerykański AGM-12 Bullpup i francuski AS.30 nie spełniały wszystkich wymagań na pocisk przeciwokrętowy. Jako podstawę do nowo opracowanego pocisku przyjęto konstrukcję francuskiego pocisku AS.33, w związku z czym nowy pocisk otrzymał oznaczenie AS.34, zgodne z francuskim systemem nazewnictwa. Od 1967 Nord Aviation zajęło się głównie rozwojem własnego pocisku przeciwokrętowego Exocet, a AS.34, rozwijany odtąd jedynie dla lotnictwa niemieckiego, otrzymał wówczas nazwę Kormoran.
Pierwsze odpalenia prototypów pocisku miały miejsce w 1970, z samolotu F-104G. Od 1973 rozpoczęto produkcję seryjną i zbudowano ok. 350 pocisków Kormoran. Ich nosicielem w lotnictwie niemieckim stały się samoloty F-104G, następnie Panavia Tornado.
W 1983 rozpoczęto rozwój nowej wersji pocisku Kormoran-2. Główne zmiany zaszły w elektronice, układy analogowe zamieniono cyfrowymi, bardziej odpornymi na środki walki radioelektronicznej. Zastosowano ulepszony radar i mocniejsze silniki, przez co wzrósł też zasięg do 30 km. Masa pocisku wzrosła o 30 kg, do 630 kg, lecz na skutek lżejszych układów elektronicznych masa głowicy bojowej wzrosła o 55 kg (do 220 kg). Pierwsze odpalenia miały miejsce w 1986, od 1991 wyprodukowano ok. 140 pocisków Kormoran-2.
Pociski rodziny Kormoran nie zostały użyte bojowo.

## Konstrukcja pocisku
Pocisk posiada kadłub o przekroju kołowym, zakończony z przodu opływowym ostrołukowym stożkiem. Około środka pocisku znajdują się symetrycznie na obwodzie cztery krótkie skrzydła o dużym skosie, a w części tylnej cztery stery. W części przedniej znajduje się układ sterujący, za nim głowica bojowa, a w części tylnej dwustopniowy silnik rakietowy na paliwo stałe. Pierwszy stopień startowy ma czas palenia się 1 sekunda, drugi – marszowy – 100 sekund. Pocisk samonaprowadza się aktywnie na cele za pomocą własnego radaru; działa w trybie „odpal i zapomnij” (Fire and Forget – nie wymaga kierowania po odpaleniu). Minimalna wysokość lotu wynosi 30 m nad powierzchnią morza, w celu utrudnienia wykrycia.